# Lurö skärgård
Lurö skärgård ligger i Vänern. Skärgårdsområdet har en sammanlagd yta av ca 600 hektar och det finns ca 250 öar. Skärgården, som ibland kallas Eskilsäters skärgård, är en del av Eskilsäters socken och Säffle kommun och bildar ett naturreservat.
Den enda ön som är bebodd året runt är Lurö, där det bor en familj. Där finns även flera privatägda hus som används som sommarstugor. På den året runt bebodda gården Stenstaka på Lurö finns vandrarhem och från och med sommaren 2007 även en restaurang.
Det finns dock flera öar i skärgården som varit bebodda tidigare. Under 1900-talet fanns ett tiotal bebodda öar i skärgården, bland andra Norra Trädgårdsholmen, Ärnön, Kalvön, Aspholmen, Gunnarsholmen och Vithall. Under 1800-talet var skuttrafiken stor på Vänern, och på Norra Hökön finns resterna av en krog som var i bruk på den tiden då skutorna fick stanna för att invänta bättre segelväder. Här tros även ha funnits ett skeppsvarv.